# Reggie Lewis
Reggie Lewis (Baltimore, Maryland, 21. studenog 1965. - Waltham, Massachusetts, 27. srpnja 1993.) bio je američki profesionalni košarkaš. Igrao je na poziciji bek šutera, a izabran je u 1. krugu (22. ukupno) NBA drafta 1987. od strane Boston Celticsa. Nakon četiri sezone potpune prilagodbe na NBA ligu, Lewis se u petoj prometnuo u jednog od najboljih bekova lige, a Celticsi su ga vidjeli kao nasljednika Larryja Birda. Međutim, u ljeto 1993. zbog zastajenja srca nakon sat vremena igranja ulične košarke Lewis je preminuo.

## Rani život
Lewis je odrastao u Baltimoreu u Marylandu. Već u djetinjstvu košarka je postala najvažniji dio njegova života. U srednjoškolskoj momčadi Paul Laurence Dunbar High School nastupao je zajedno s budućim NBA igračima Muggsyjem Boguesom, Reggiejem Williamsom i Davidom Wingateom. U Lewisove dvije posljednje godine ostvarili su omjer 60-0. Lewisu je trener dodijelio ulogu šestog igrača jer je bio momčadski igrač koji nije mario za osobnu statistiku. Igrajući u odličnoj momčadi njegove brojke nisu izgledale impresivno, dok najveća sveučilišta nisu obraćali pozornost na njega. Odlučio je pohađati malo bostonsko sveučilište Northeastern i u četiri godine postao najbolji igrač i najbolji strijelac tog sveučilišta.

## NBA
Na jakom NBA draftu 1987., na kojem su između ostalih izabrani David Robinson, Scottie Pippen, Reggie Miller i Kevin Johnson, Celticsi su birali pretposljednji. Neočekivano, Celticsi su s oduševljenjem svojim 22. izborom izabrali Lewisa koji je dosta nisko pao na draftu. Celticsi su u njegovoj prvoj sezoni na pozicijama bek šutera i niskog krila imali Dannyja Angiea, Jima Paxsona, Larryja Birda te Darrena Daya i Lewis je dobivao ograničenu minutažu, samo 8.3 minute u prosjeku za kojih je postizao 4.5 koševa. Ozljedom Ahilove tetive Celticsi su izgubili Birda, a Lewis je dobio povjerenje trenera Jimmyja Rodgersa. Svoju minutažu sjajno je iskoristio i sa 18.5 koševa bio je treći strijelac iza McHalea i Parisha. Sixersima je zabio 39 koševa. U izboru za igrača koji je najviše napredovao bio je odmah iza razigravača Sunsa Kevina Johnsona. Iako se iduće godine Bird vratio, Lewisove brojke nisu pale. Što više, bio je jedan od najboljih igrača Celticsa koji su tada imali možda najjaču momčad lige, no ozljede su dobrano načele Birda i McHalea. U sezoni 1990./91. Celticsi su imali kompletno zdravu momčad i krenuli su s omjerom 29-5. Međutim, ubrzo su zbog ozljeda ostali bez Birda i McHalea čime su se rasplinuli snovi o novom naslovu. 31. ožujka 1991. u "ljepotici" sezone Celticsi su u Boston Gardenu svladali Bullse 135:132 nakon dva produžetka. Iako su Michael Jordan i Scottie Pippen odigrali sjajno, Celticsi su se proukli na leđima Larryja Birda i Reggieja Lewisa. Lewis je postigao 25 koševa uključujući i tricu kojom je izborio produžetak, no utakmica se najviše pamtila po sjajnoj obrani na Jordanu. Lewis je "podijelio" 4 blokade koje nisu impresivne, ali kada gledamo da su sve 4 bile na Jordanu (kojeg je natjerao na šut 12/36) onda one i dobivaju na važnosti. Samo 12 dana nakon te utakmice protiv Bullsa postigao je rekordna 42 koša Miami Heatu.
Dan kasnije nagrađen je priznanjem za NBA igrača tjedna kao četvrti Celtics kojem je to pošlo za rukom (Bird, Archibald, Parish). Nakon završetka sezone cijelo je ljeto trenirao da postane još bolji. Sezonu 1991./92. je s 20.8 koševa u prosjeku bio najbolji strijelac ispred Birda, da bi sjajnim igrama nastavio i u doigravanju. U polufinalu Istoka Cleveland je dobio oslabljene Celticse 4-3, no Lewis je s 36 koševa u trećoj i 42 koša u četvrtoj držao Celticse u nadi za prolazak dalje. Još jedno priznanje je dobio kad su ga treneri izabrali u All-Star momčad Istoka.
Kad se Bird umirovio, Celticsi su Lewisa, a ne starije Parisha i McHalea, izabrali za šestog kapetana u klupskoj povijesti (Cousey, Russell, John Havlicek, Cowens, Bird). Iako se nakon umirovljenja Birda od Celticsa očekivao veliki pad, Lewis je sjajnim nastupima doveo Celticse od 48 pobjeda. Postao je prvi i zasad jedini igrač u povijesti franšize koji je u istoj sezoni imao više od 100 blokada i 100 ukradenih lopti.

### Problemi sa srcem i smrt
No tada počinju problemi za Lewisa i Celticse. U ožujku protiv Miami Heata osjetio je bol u grudima i skoro se onesvjestio. Na liječničkom pregledu nije ništa pronađeno, a Lewis je nastavio s igrama. U travnju u prvoj utakmici doigravanja protiv Hornetsa, prvoj u doigravanju kao kapetan Celticsa igrao je možda i utakmicu karijere. U prvih 13 minuta zabio je 17 koševa, da bi se odjednom srušio na parket Boston Gardena. Liječnici su pronašli srčanu anomaliju. Dva liječnička tima svim su mišljenjem potvrdila da je za Lewisa košarkaška karijera gotova, ali on je zatražio i treće mišljenje. Kad je ugledan kardiolog Gilbert Midge izjavio da bi se uz redovito uzimanje lijekova Lewis mogao vratiti košarci, svi su odahnuli. Lewis je tog kobnog 27. srpnja otišao s prijateljima na hakl, a nakon sat vremena srušio se na pod. Obiteljski prijatelj i spiker Celticsa Jimmy Myers nazvao je njegovu suprugu Donnu zbog priopćenja njegove smrti, ali ona ga je prekinula riječima da ona kaže njumu nešto prije. Naime nekoliko sati prije muževe smrti saznala je da je 2 i pol mjeseca trudna i da nosi njihovo drugo dijete. Time je dobila najljepšu i najgoru moguću vijest.
Nakon njegove smrti obitelj je tužila liječnika koji mu je dozvolio igranje košarke. U teškoj parnici liječnik se branio da je Lewis uzimao drogu i da je ona bila razlog njegove smrti. Takvu optužbu opovrgali su su svi koji su ga poznavali jer je Lewis prema njihovim riječima bio još bolja osoba nego košarkaš. U njegovu čast u obližnjem Roxborryu otvoren je Reggie Lewis Track & Atletic Center.

## Vanjske poveznice
- Profil  Arhivirana inačica izvorne stranice od 12. travnja 2009. (Wayback Machine) na CelticsStats.com
- Službena stranica  Arhivirana inačica izvorne stranice od 15. srpnja 2011. (Wayback Machine) Reggie Lewis Track & Atletic Center